# Список колишніх об'єднаних територіальних громад України
Нижче наведений список тих об'єднаних територіальних громад України, які утворювалися у період з 2015 по 2020 роки, але не були затверджені Кабміном у 2020 році. Усього таких громад 127.
Станом на 10 червня 2020 року, в Україні було утворено 1070 об'єднаних громад.

## Перелік колишніх громад
Громади, включені до довідника «Україна. Адміністративно-територіальний устрій», в яких відбулися перші вибори (ліквідовані 12.06.2020)
| Громада                                | Центр                   | Дата створення    | Район(и)                                      | Область           | До яких громад увійшли   |
| -------------------------------------- | ----------------------- | ----------------- | --------------------------------------------- | ----------------- | ------------------------ |
| Озерянська сільська громада            | село Озеряни            | 29 липня 2015     | Борщівський район                             | Тернопільська     | Борщівська               |
| Новосільська сільська громада          | село Нове Село          | 3 серпня 2015     | Підволочиський район                          | Тернопільська     | Скориківська             |
| Воютицька сільська громада             | село Воютичі            | 6 серпня 2015     | Самбірський район Старосамбірський район      | Львівська         | Бісковицька              |
| Воле-Баранецька сільська громада       | село Воля-Баранецька    | 7 серпня 2015     | Самбірський район                             | Львівська         | Бісковицька              |
| Вільшаницька сільська громада          | село Вільшаник          | 9 серпня 2015     | Самбірський район                             | Львівська         | Ралівська                |
| Луківська сільська громада             | село Луки               | 9 серпня 2015     | Самбірський район                             | Львівська         | Рудківська               |
| Чукв'янська сільська громада           | село Чуква              | 11 серпня 2015    | Самбірський район                             | Львівська         | Ралівська                |
| Міженецька сільська громада            | село Міженець           | 11 серпня 2015    | Старосамбірський район                        | Львівська         | Добромильська            |
| Клепачівська сільська громада          | село Клепачі            | 12 серпня 2015    | Хорольський район                             | Полтавська        | Хорольська               |
| Колодненська сільська громада          | село Колодне            | 12 серпня 2015    | Збаразький район                              | Тернопільська     | Збаразька                |
| Дублянська селищна громада             | смт Дубляни             | 12 серпня 2015    | Самбірський район                             | Львівська         | Новокалинівська          |
| Чернихівецька сільська громада         | село Чернихівці         | 12 серпня 2015    | Збаразький район                              | Тернопільська     | Збаразька                |
| Червонознам'янська сільська громада    | село Нова Знам'янка     | 13 серпня 2015    | Кременчуцький район                           | Полтавська        | Піщанська                |
| Недогарківська сільська громада        | село Недогарки          | 13 серпня 2015    | Кременчуцький район                           | Полтавська        | Піщанська                |
| Покровськобагачанська сільська громада | село Покровська Багачка | 13 серпня 2015    | Хорольський район                             | Полтавська        | Хорольська               |
| Колибаївська сільська громада          | село Колибаївка         | 13 серпня 2015    | Кам'янець-Подільський район                   | Хмельницька       | Кам'янець-Подільська     |
| Смолигівська сільська громада          | село Смолигів           | 14 серпня 2015    | Луцький район                                 | Волинська         | Торчинська               |
| Новоміська сільська громада            | село Нове Місто         | 21 серпня 2015    | Старосамбірський район                        | Львівська         | Добромильська            |
| Бабинська сільська громада             | село Бабина             | 1 вересня 2015    | Самбірський район                             | Львівська         | Новокалинівська          |
| Новострілищанська селищна громада      | смт Нові Стрілища       | 4 вересня 2015    | Жидачівський район                            | Львівська         | Бібрська                 |
| Новоаврамівська сільська громада       | село Новоаврамівка      | 9 жовтня 2015     | Хорольський район                             | Полтавська        | Хорольська               |
| Грабовецька сільська громада           | село Грабовець          | 11 серпня 2015    | Стрийський район                              | Львівська         | Грабовецько-Дулібівська  |
| Пісківська сільська громада            | село Пісків             | 26 лютого 2016    | Костопільський район                          | Рівненська        | Костопільська            |
| Росошанська сільська громада           | село Росоша             | 25 квітня 2016    | Липовецький район Оратівський район           | Вінницька         | Липовецька               |
| Ковалівська сільська громада           | село Ковалівка          | 9 червня 2016     | Немирівський район                            | Вінницька         | Немирівська Вороновицька |
| Мельниківська сільська громада         | село Мельниківці        | 16 червня 2016    | Немирівський район                            | Вінницька         | Райгородська             |
| Ботіївська сільська громада            | село Ботієве            | 30 червня 2016    | Приазовський район                            | Запорізька        | Приазовська              |
| Остриківська сільська громада          | село Остриківка         | 8 липня 2016      | Токмацький район                              | Запорізька        | Токмацька                |
| Гірсівська сільська громада            | село Гірсівка           | 11 липня 2016     | Приазовський район                            | Запорізька        | Олександрівська          |
| Михайлівська сільська громада          | село Михайлівка         | 21 липня 2016     | Миколаївський район                           | Миколаївська      | Степівська               |
| Аулівська селищна громада              | смт Аули                | 2 серпня 2016     | Криничанський район                           | Дніпропетровська  | Криничанська             |
| Княгининівська сільська громада        | село Княгининок         | 9 серпня 2016     | Луцький район                                 | Волинська         | Луцька                   |
| Варварівська сільська громада          | село Варварівка         | 10 серпня 2016    | Юр'ївський район                              | Дніпропетровська  | Юр'ївська                |
| Засульська сільська громада            | село Засулля            | 10 серпня 2016    | Лубенський район                              | Полтавська        | Лубенська                |
| Гладківська сільська громада           | село Гладківка          | 31 серпня 2016    | Голопристанський район                        | Херсонська        | Голопристанська          |
| Ситковецька селищна громада            | смт Ситківці            | 5 вересня 2016    | Немирівський район                            | Вінницька         | Райгородська             |
| Вільська сільська громада              | село Вільськ            | 7 вересня 2016    | Черняхівський район                           | Житомирська       | Оліївська                |
| Чкаловська сільська громада            | село Чкалове            | 8 вересня 2016    | Нікопольський район                           | Дніпропетровська  | Першотравневська         |
| Коцюбинська сільська громада           | село Коцюбинці          | 13 вересня 2016   | Гусятинський район                            | Тернопільська     | Васильковецька           |
| Рокитянська сільська громада           | село Рокита             | 13 жовтня 2016    | Великобагачанський район                      | Полтавська        | Білоцерківська           |
| Магерівська селищна громада            | смт Магерів             | 27 жовтня 2016    | Жовківський район                             | Львівська         | Добросинсько-Магерівська |
| Заборольська сільська громада          | село Забороль           | 23 грудня 2016    | Луцький район                                 | Волинська         | Луцька                   |
| Новополтавська сільська громада        | село Новополтавка       | 17 січня 2017     | Новобузький район                             | Миколаївська      | Вільнозапорізька         |
| Бутенківська сільська громада          | село Бутенки            | 13 лютого 2017    | Кобеляцький район                             | Полтавська        | Білицька                 |
| Моринська сільська громада             | село Моринці            | 3 березня 2017    | Корсунь-Шевченківський район                  | Черкаська         | Корсунь-Шевченківська    |
| Привільська сільська громада           | село Привілля           | 13 березня 2017   | Троїцький район                               | Луганська         | Лозно-Олександрівська    |
| Підгірненська сільська громада         | село Підгірне           | 6 квітня 2017     | Василівський район                            | Запорізька        | Василівська              |
| Староприлуцька сільська громада        | село Стара Прилука      | 11 травня 2017    | Липовецький район                             | Вінницька         | Турбівська               |
| Волицька сільська громада              | село Волиця             | 11 травня 2017    | Мостиський район                              | Львівська         | Шегинівська              |
| Руденківська сільська громада          | село Руденківка         | 1 червня 2017     | Новосанжарський район                         | Полтавська        | Новосанжарська           |
| Карашинська сільська громада           | село Карашина           | 8 червня 2017     | Корсунь-Шевченківський район                  | Черкаська         | Селищенська              |
| Лошкарівська сільська громада          | село Лошкарівка         | 14 червня 2017    | Нікопольський район                           | Дніпропетровська  | Першотравневська         |
| Олешинська сільська громада            | село Олешин             | 20 червня 2017    | Хмельницький район                            | Хмельницька       | Хмельницька              |
| Зарічанська сільська громада           | село Заріччя            | 26 червня 2017    | Володимир-Волинський район                    | Волинська         | Володимир-Волинська      |
| Малоперещепинська сільська громада     | село Мала Перещепина    | 18 липня 2017     | Новосанжарський район                         | Полтавська        | Новосанжарська           |
| Шляхівська сільська громада            | село Шляхова            | 19 липня 2017     | Бершадський район                             | Вінницька         | Джулинська               |
| Мартинівська сільська громада          | село Мартинівка         | 1 серпня 2017     | Пулинський район                              | Житомирська       | Пулинська                |
| Бузівська сільська громада             | село Бузівка            | 16 серпня 2017    | Жашківський район                             | Черкаська         | Соколівська              |
| Жидичинська сільська громада           | село Жидичин            | 1 серпня 2017     | Ківерцівський район                           | Волинська         | Луцька                   |
| Соколівська сільська громада           | село Соколів            | 1 серпня 2017     | Пулинський район                              | Житомирська       | Курненська               |
| Новоолексіївська сільська громада      | село Новоолексіївка     | 27 серпня 2017    | Приморський район                             | Запорізька        | Приморська               |
| Баламутівська сільська громада         | село Баламутівка        | 13 вересня 2017   | Ярмолинецький район                           | Хмельницька       | Розсошанська             |
| Заворсклянська сільська громада        | село Заворскло          | 19 вересня 2017   | Полтавський район Новосанжарський район       | Полтавська        | Терешківська             |
| Роздольненська сільська громада        | село Роздольне          | 19 вересня 2017   | Каховський район                              | Херсонська        | Каховська                |
| Новогребельська сільська громада       | село Нова Гребля        | 27 вересня 2017   | Калинівський район                            | Вінницька         | Калинівська              |
| Шаровечківська сільська громада        | село Шаровечка          | 26 жовтня 2017    | Хмельницький район                            | Хмельницька       | Хмельницька              |
| Новоукраїнська сільська громада        | село Новоукраїнка       | 9 листопада 2017  | Більмацький район                             | Запорізька        | Більмацька               |
| Степанівська Перша сільська громада    | село Степанівка Перша   | 15 грудня 2017    | Приазовський район                            | Запорізька        | Олександрівська          |
| Новомиколаївська сільська громада      | село Новомиколаївка     | 6 березня 2018    | Токмацький район                              | Запорізька        | Молочанська              |
| Липинська сільська громада             | село Липини             | 6 березня 2018    | Луцький район Ківерцівський район             | Волинська         | Підгайцівська            |
| Озерянська сільська громада            | село Озеряни            | 4 квітня 2018     | Варвинський район                             | Чернігівська      | Варвинська               |
| Війницька сільська громада             | село Війниця            | 20 червня 2018    | Локачинський район Володимир-Волинський район | Волинська         | Затурцівська Зимнівська  |
| Підгорівська сільська громада          | село Підгорівка         | 27 червня 2018    | Старобільський район                          | Луганська         | Старобільська            |
| Хмільницька сільська громада           | село Хмільниця          | 2 липня 2018      | Чернігівський район                           | Чернігівська      | Новобілоуська            |
| Веселівська сільська громада           | село Веселе             | 9 липня 2018      | Старобільський район                          | Луганська         | Чмирівська               |
| Любицька сільська громада              | село Любицьке           | 12 липня 2018     | Новомиколаївський район                       | Запорізька        | Тернуватська             |
| Плешканівська сільська громада         | село Плешкані           | 17 липня 2018     | Золотоніський район Драбівський район         | Черкаська         | Гельмязівська            |
| Павлівська сільська громада            | село Павлівка           | 20 липня 2018     | Калинівський район                            | Вінницька         | Калинівська              |
| Лебедівська сільська громада           | село Лебедівка          | 26 липня 2018     | Кам'янський район                             | Черкаська         | Кам'янська               |
| Шляхівська сільська громада            | с-ще Шляхове            | 27 липня 2018     | Бериславський район                           | Херсонська        | Бериславська             |
| Калинівська сільська громада           | село Калинівка          | 30 липня 2018     | Єланецький район                              | Миколаївська      | Єланецька                |
| Гіркополонківська сільська громада     | село Гірка Полонка      | 1 серпня 2018     | Луцький район                                 | Волинська         | Боратинська              |
| Висунська сільська громада             | село Висунськ           | 6 серпня 2018     | Березнегуватський район                       | Миколаївська      | Березнегуватська         |
| Гуто-Боровенська сільська громада      | село Гута-Боровенська   | 7 серпня 2018     | Камінь-Каширський район                       | Волинська         | Камінь-Каширська         |
| Привітненська сільська громада         | село Привітне           | 7 серпня 2018     | Локачинський район                            | Волинська         | Локачинська              |
| Хлистунівська сільська громада         | село Хлистунівка        | 8 серпня 2018     | Городищенський район                          | Черкаська         | Городищенська            |
| Михайлівська сільська громада          | село Михайлівка         | 13 серпня 2018    | Драбівський район                             | Черкаська         | Драбівська               |
| Лоцкинська сільська громада            | с-ще Лоцкине            | 13 серпня 2018    | Баштанський район                             | Миколаївська      | Інгульська               |
| Литвинецька сільська громада           | село Литвинець          | 15 серпня 2018    | Канівський район                              | Черкаська         | Бобрицька                |
| Межиріцька сільська громада            | село Межиріч            | 15 серпня 2018    | Канівський район                              | Черкаська         | Канівська                |
| Таганчанська сільська громада          | село Таганча            | 15 серпня 2018    | Канівський район                              | Черкаська         | Степанецька              |
| Баландинська сільська громада          | село Баландине          | 24 вересня 2018   | Кам'янський район                             | Черкаська         | Кам'янська               |
| Новоставецька сільська громада         | село Новоставці         | 4 жовтня 2018     | Теофіпольський район                          | Хмельницька       | Теофіпольська            |
| Тростянецька сільська громада          | село Тростянець         | 8 жовтня 2018     | Ківерцівський район                           | Волинська         | Ківерцівська             |
| Корницька сільська громада             | село Корнич             | 15 листопада 2018 | Коломийський район                            | Івано-Франківська | Коломийська              |
| Вихвостівська сільська громада         | село Вихвостів          | 20 лютого 2019    | Городнянський район                           | Чернігівська      | Тупичівська              |
| Вікнянська сільська громада            | село Вікно              | 15 травня 2019    | Гусятинський район                            | Тернопільська     | Гримайлівська            |
| Млиновецька сільська громада           | село Млинівці           | 21 травня 2019    | Зборівський район                             | Тернопільська     | Зборівська               |
| Плесенська сільська громада            | село Плесна             | 14 серпня 2019    | Шепетівський район                            | Хмельницька       | Шепетівська              |
| Петрівська сільська громада            | село Петрівка           | 19 серпня 2019    | Чутівський район                              | Полтавська        | Скороходівська           |
| Гавришівська сільська громада          | село Гавришівка         | 23 серпня 2019    | Вінницький район                              | Вінницька         | Вінницька                |
| Сахновецька сільська громада           | село Сахнівці           | 17 вересня 2019   | Старокостянтинівський район                   | Хмельницька       | Старокостянтинівська     |
| Войнашівська сільська громада          | село Войнашівка         | 24 вересня 2019   | Барський район                                | Вінницька         | Барська                  |

Громади, включені до довідника «Україна. Адміністративно-територіальний устрій», в яких перші вибори не відбулися або не були призначені
| Громада                            | Центр                | Район/міськрада                             | Область     | Дата створення | Дата ліквідації   | До яких громад увійшли           |
| ---------------------------------- | -------------------- | ------------------------------------------- | ----------- | -------------- | ----------------- | -------------------------------- |
| Річківська сільська громада        | село Річки           | Білопільський район                         | Сумська     | 5 вересня 2016 | 24 листопада 2016 | Річківська Білопільська          |
| Водянська сільська громада         | село Водяне          | Шполянський район                           | Черкаська   | 29 травня 2017 | 17 червня 2017    | Шполянська Лип'янська            |
| Степненська сільська громада       | с-ще Степне          | Полтавський район                           | Полтавська  | 31 липня 2017  | 16 січня 2018     | Коломацька Полтавська            |
| Супрунівська сільська громада      | село Супрунівка      | Полтавський район                           | Полтавська  | 29 серпня 2019 | 12 червня 2020    | Полтавська                       |
| Гранівська сільська громада        | село Гранів          | Гайсинський район                           | Вінницька   | 6 вересня 2019 | 12 червня 2020    | Краснопільська                   |
| Дмитрівська сільська громада       | село Дмитрівка       | Горішньоплавнівська м/р Кременчуцький район | Полтавська  | 18 жовтня 2019 | 12 червня 2020    | Горішньоплавнівська Кременчуцька |
| Великокоровинецька селищна громада | смт Великі Коровинці | Чуднівський район                           | Житомирська | 24 грудня 2019 | 12 червня 2020    | Чуднівська                       |
| Довжоцька сільська громада         | село Довжок          | Кам'янець-Подільський район                 | Хмельницька | 14 квітня 2020 | 12 червня 2020    | Кам'янець-Подільська Орининська  |

Громади, не включені до довідника «Україна. Адміністративно-територіальний устрій», в яких відбулися перші вибори
- Сокиринецька (Вінницька область)
- Червоненська (Дніпропетровська область)
- Братолюбівська (Кіровоградська область)
- Йосипівська (Кіровоградська область)
- Олексіївська (Кіровоградська область)
- Великочернігівська (Луганська область)
- Калмиківська (Луганська область)
- Красноталівська (Луганська область)
- Половинкинська (Луганська область)
- Нежухівська (Львівська область)
- Нижанковицька (Львівська область)
- Бугаївська (Рівненська область)
- Кричильська (Рівненська область)
- Дорогичівська (Тернопільська область)
- Вербівська (Херсонська область)
- Костогризівська (Херсонська область)

Громади, які втратили частину території
- Приютівська — частина території відійшла до Олександрійської громади
- Куяльницька — частина території відійшла до Подільської громади
- Ширяївська — територія колишньої Олександрівської с/р відійшла до Долинської громади
- Любимівська (Херсонська область) — територія колишньої Каїрської с/р відійшла до Горностаївської громади
- Новодністровська — територія колишньої Ломачинецької с/р відійшла до Сокирянської громади